# Gage Golightly
Gage Golightly (Califórnia, 5 de setembro de 1993) é uma atriz norte-americana.

## Biografia
Gage cresceu em Penn Valley, localizada na Califórnia, numa propriedade de 12,0 acres com "cada animal que você poderia imaginar". Em 2001, quando ela tinha oito anos, declarou que queria ser atriz e, com o restante de seus irmãos fora de casa, foi com sua mãe para cidade de Los Angeles para ser descoberta.

## Carreira
Em 2012 e 2013, ficou notória mundialmente devido a sua participação no elenco recorrente da 2ª temporada e na 3ª temporada da série de televisão estadunidense "Teen Wolf", da emissora MTV dos Estados Unidos, onde interpreta uma tímida e excluída garota epilética chamada Erica Reyes, que é transformada em lobisomem beta por Derek Hale (interpretado por Tyler Hoechlin); logo após a transformação, a personagem passa a reconhecer a beleza natural que possui e melhorar a sua própria autoestima. Durante a sua curta participação na série da MTV, a Golightly atuou principalmente ao lado de: Tyler Posey, Dylan O'Brien, Tyler Hoechlin, Crystal Reed, Holland Roden e Colton Haynes, assim como com Daniel Sharman, entre vários outros.

## Filmografia
| Cinema | Cinema            | Cinema                | Cinema         |
| Ano    | Título            | Personagem            | Nota           |
| ------ | ----------------- | --------------------- | -------------- |
| 2018   | Step sisters      | Libby                 |                |
| 2016   | Cabin Fever       | Karen                 |                |
| 2015   | Exeter            | Amber                 |                |
| 2013   | Gone Missing      | Matty                 |                |
| 2004   | The Long Shot     | Taylor Garrett        | Telefilme      |
| 2003   | A Carol Christmas | Carol (com nove anos) | Telefilme      |
| 2003   | The Vest          | Karen                 | Curta-metragem |
| 2002   | Speakeasy         | Eva                   |                |

| Televisão | Televisão                     | Televisão      | Televisão                                                               |
| Ano       | Título                        | Personagem     | Nota                                                                    |
| --------- | ----------------------------- | -------------- | ----------------------------------------------------------------------- |
| 2014–2015 | Red Oaks                      | Karen          | Elenco principal                                                        |
| 2013      | Company Town                  | Krista         | Episódio piloto                                                         |
| 2012–2013 | Teen Wolf                     | Erica Reyes    | Elenco recorrente 2ª temporada (8 episódios) 3ª temporada (3 episódios) |
| 2011–2012 | Ringer                        | Tessa Banner   | Recorrente                                                              |
| 2011      | Growing Up Normal             | Karen Jackson  | Episódio piloto                                                         |
| 2011      | Big Time Rush                 | Annie          | Temporada 2, Episódios 12 e 13                                          |
| 2010      | True Jackson, VP              | Vanessa        | Temporada 2, Episódio 16                                                |
| 2009–2011 | The Troop                     | Hayley Steele  | Elenco principal                                                        |
| 2007      | Heartland                     | Thea Grant     | Elenco principal                                                        |
| 2006      | The Suite Life of Zack & Cody | Vanessa        | Temporada 2, Episódio 22                                                |
| 2006      | Brothers & Sisters            | Paige Traylor  | Episódio piloto não exibido                                             |
| 2005      | Don't Ask                     | Ivy Collins    | Episódio piloto não vendido                                             |
| 2004      | 5ive Days to Midnight         | Jesse Neumeyer | Minissérie                                                              |
| 2004      | Sudbury                       | Kylie Owens    | Episódio piloto não vendido                                             |